# Cappella della Madonna della Neve (Firenze)
L'ex oratorio di Santa Maria della Neve a Firenze si trova in via Ghibellina, e fa parte del Complesso monumentale delle Murate.

## Storia

### Le origini
L'ex oratorio si innesta sulla struttura di un edificio sacro preesistente, come dimostra la presenza di un affresco databile attorno al 1480-1485 rappresentante un Christus patiens. 

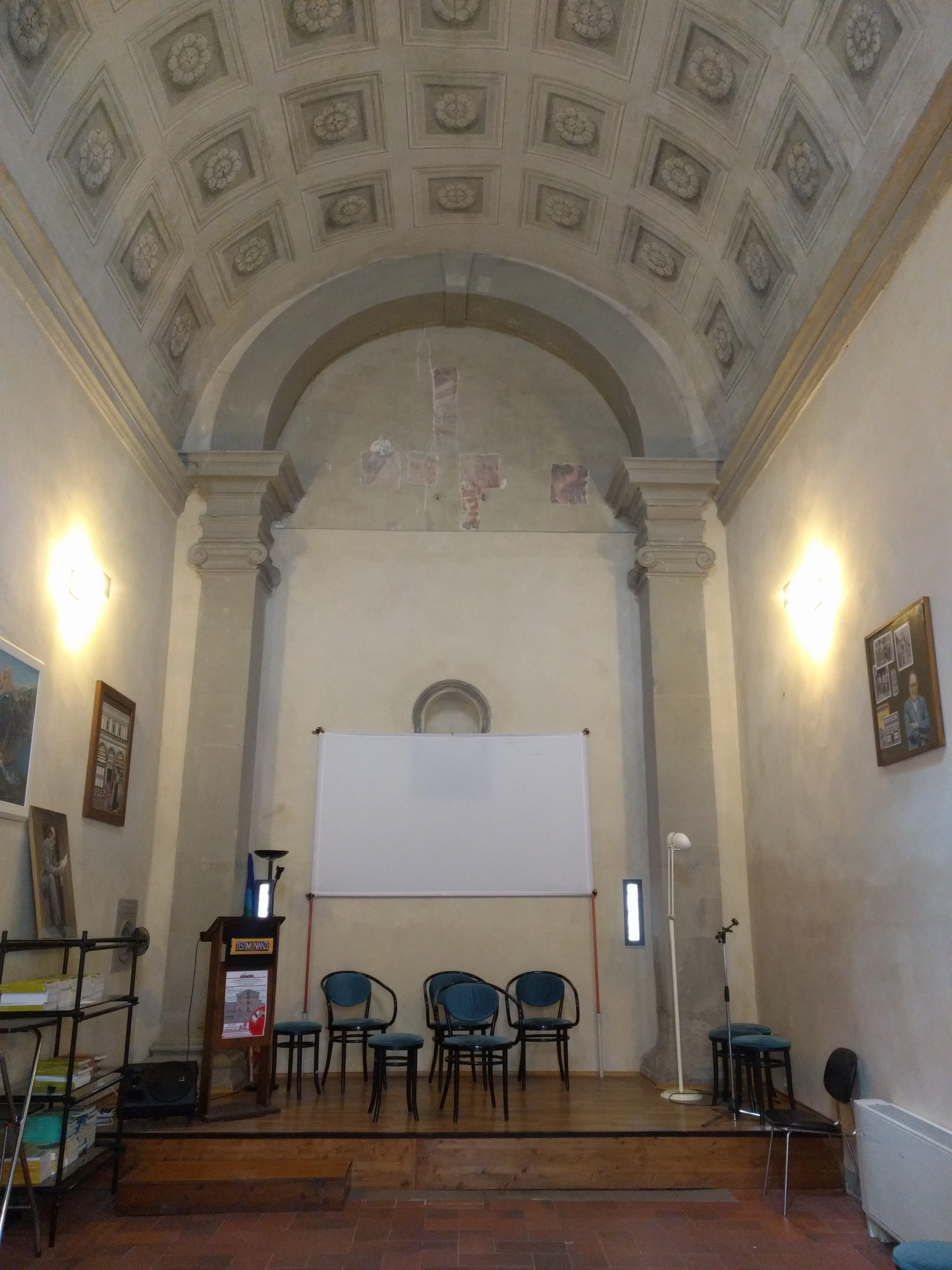
interno

All'origine della nuova costruzione c'è un evento calamitoso. Il 13 settembre 1557 una forte alluvione si abbatté su Firenze, arrecando gravi danni a molti edifici e monumenti della città, compreso il complesso delle Murate. Nel disastro che coinvolse l'intero Monastero, si allagarono l'infermeria, la chiesa, la sagrestia e il monastero, facendo crollare il muro dell'orto e distruggendo la spezieria. Nell'alluvione rimase danneggiata anche un rilievo di Desiderio da Settignano raffigurante una Madonna con Bambino. Una monaca, rispondente al nome di suor Marta, recuperò i frammenti e li fece ricomporre, proponendo di ricollocare la statua esternamente nel nuovo muro di recinzione, riedificato nel 1570,  «come una memoria delle grazie ricevute». Poiché la scultura di Desiderio fu presto ritenuta miracolosa, essa venne ricollocata, dapprima, presso un tabernacolo coperto che fu costruito appositamente (fu l'arcivescovo di Firenze Antonio Altoviti a disporre il trasferimento), e in seguito in un nuovo oratorio, edificato appositamente.
I lavori di costruzione di esso, inaugurati nel 1586 con una cerimonia solenne celebrata da Alessandro de' Medici e completati l'anno successivo, beneficiarono delle donazioni di molte famiglie nobili, e non solo fiorentine, come, probabilmente, i Benci, i Sangalletti, gli Ximenes, i Mormorai e i Cybo Malaspina. Nel 1587 l'oratorio fu interamente affrescato da Stefano Pieri: la parete di fondo presentava originariamente degli angioletti che tenevano aperti due tendaggi ed al centro un bassorilievo quattrocentesco con la Madonna col Bambino, attribuito a Desiderio da Settignano ma anche a Donatello Gli affreschi furono presto almeno parzialmente coperti da una tela di Santi di Tito con Sette Angeli dell'Apocalisse e i Santi Benedetto e Francesco, che probabilmente incorniciava e lasciava visibile il bassorilievo con la Madonna col Bambino. Il dipinto, donato da una Camilla degli Albizi Martellini, non è stato ancora rintracciata.
I molti interventi architettonici e decorativi che interessarono varie aree de Le Murate nel Seicento e alla fine del Settecento lasciarono l'oratorio sostanzialmente immutato.

### Dall'Ottocento a oggi

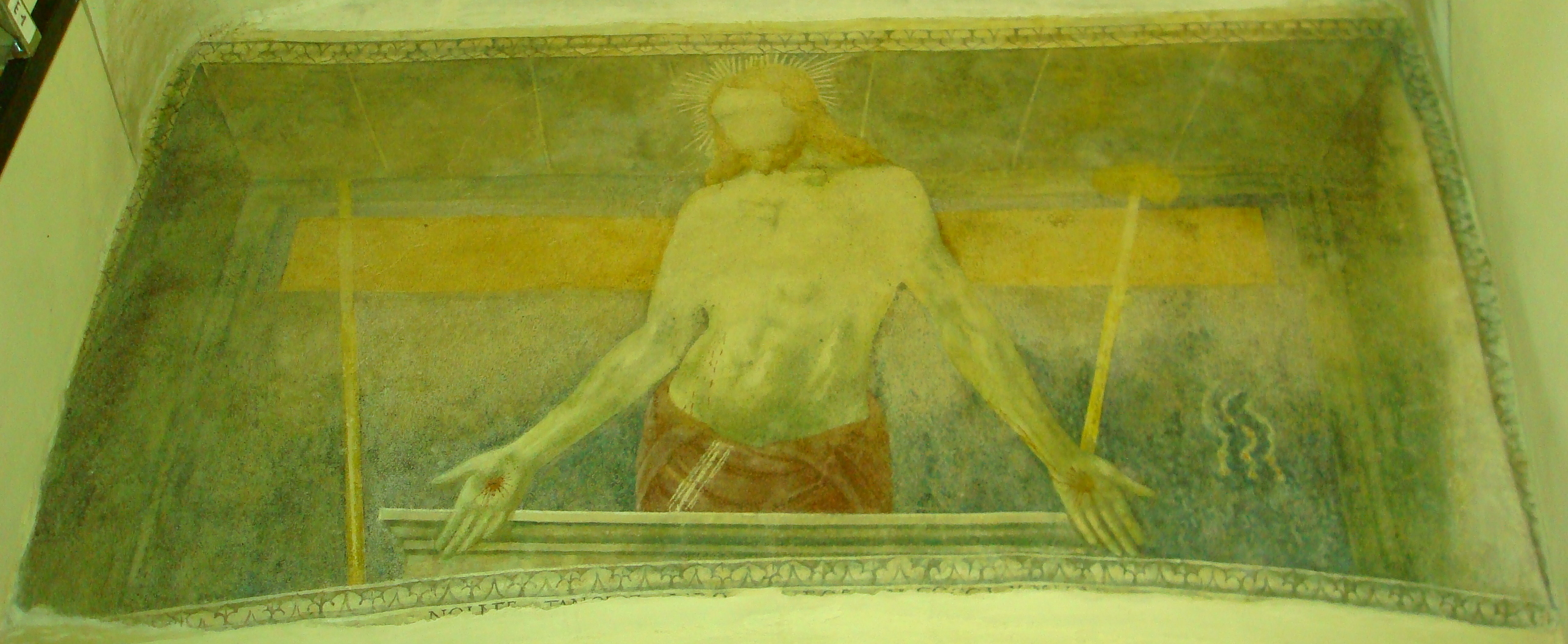
Chisto patiens nella cappella a sinistra

Le soppressioni delle corporazioni religiose di età napoleonica (culminate con il decreto imperiale del 25 aprile 1810), nel 1808 determinarono la dismissione del complesso de Le Murate come centro religioso e, con esso, anche dell'annesso oratorio. Dopo ciò, si susseguirono vari programmi di rifunzionalizzazione parziale e temporanea, senza una pianificazione organica che guardasse globalmente alla struttura. L'edificio, dichiarato bene inalienabile dello Stato nel 1817, venne riutilizzato sia come Caserma militare per le truppe austriache che come sede della fabbrica statale di fuochi d'artificio; alcune sue parti e altri settori furono assegnati alla Pia Casa del Lavoro (con sede presso l'ex Convento di Montedomini), come studio di artisti e alloggi per famiglie. 
Dopo l'annuncio della chiusura del Carcere delle Stinche, già dal 1830 i detenuti cominciarono a essere trasferiti presso Le Murate. Nel 1832 nel complesso venne istituita ufficialmente la "Casa di correzione per maschi" della città.
La prima notizia sull'oratorio successiva alla soppressione del 1808, è del 1842: si tratta dell'atto di vendita dell'edificio, in precedenza ceduto ai Padri della Missione, alle Regie fabbriche granducali per «unirsi allo Stabile Correzionale». L'inglobamento dell'oratorio nella struttura penitenziaria risale agli anni sessanta dell'Ottocento quando esso divenne la cappella del carcere. All'epoca di tali lavori la scultura di Desiderio da Settignano si trovava ancora nella cappella (traslata però dalla nicchia originaria in una delle sagrestie); dal 1942, invece, essa non risulta più in loco. Nella nicchia dietro l'altare, dalla seconda metà dell'Ottocento e almeno fino al 1942, venne ubicato un bassorilievo marmoreo, di autore ignoto, raffigurante anch'esso una Madonna con Bambino; a partire dagli anni ottanta nemmeno di esso si ha più testimonianza: attualmente la nicchia è vuota. Gli affreschi del Pieri nel frattempo riemersi, come si vede da vecchie foto, furono danneggiati, come l'intero edificio, durante l'alluvione del 1966 e in seguito imbiancati.
Dal 1985, da quando il carcere è stato ufficialmente chiuso, la cappella non ospita più funzioni religiose, e dal 2005 è sede della redazione della rivista Testimonianze.

## Descrizione

### Esterno
La facciata, intonacata in bianco e prospiciente via Ghibellina, è contenuta nel più alto recinto de Le Murate. Lo stile è sobrio, la composizione degli elementi simmetrica, e i caratteri architettonici tardo-cinquecenteschi. Il finestrone, al centro, sovrasta il portale con frontone triangolare; sotto quest'ultimo si trova l'iscrizione con l'intitolazione dell'oratorio: «Sanctae Mariae ad Nives». Il portale è affiancato da due finestre quadrate con grate, e da due porte più piccole con frontoncini ellittici sormontati da finestrelle a forma di oculo. L'ipotesi di attribuzione più accreditata indica come autore della facciata Giovanni Antonio Dosio.

### Interno

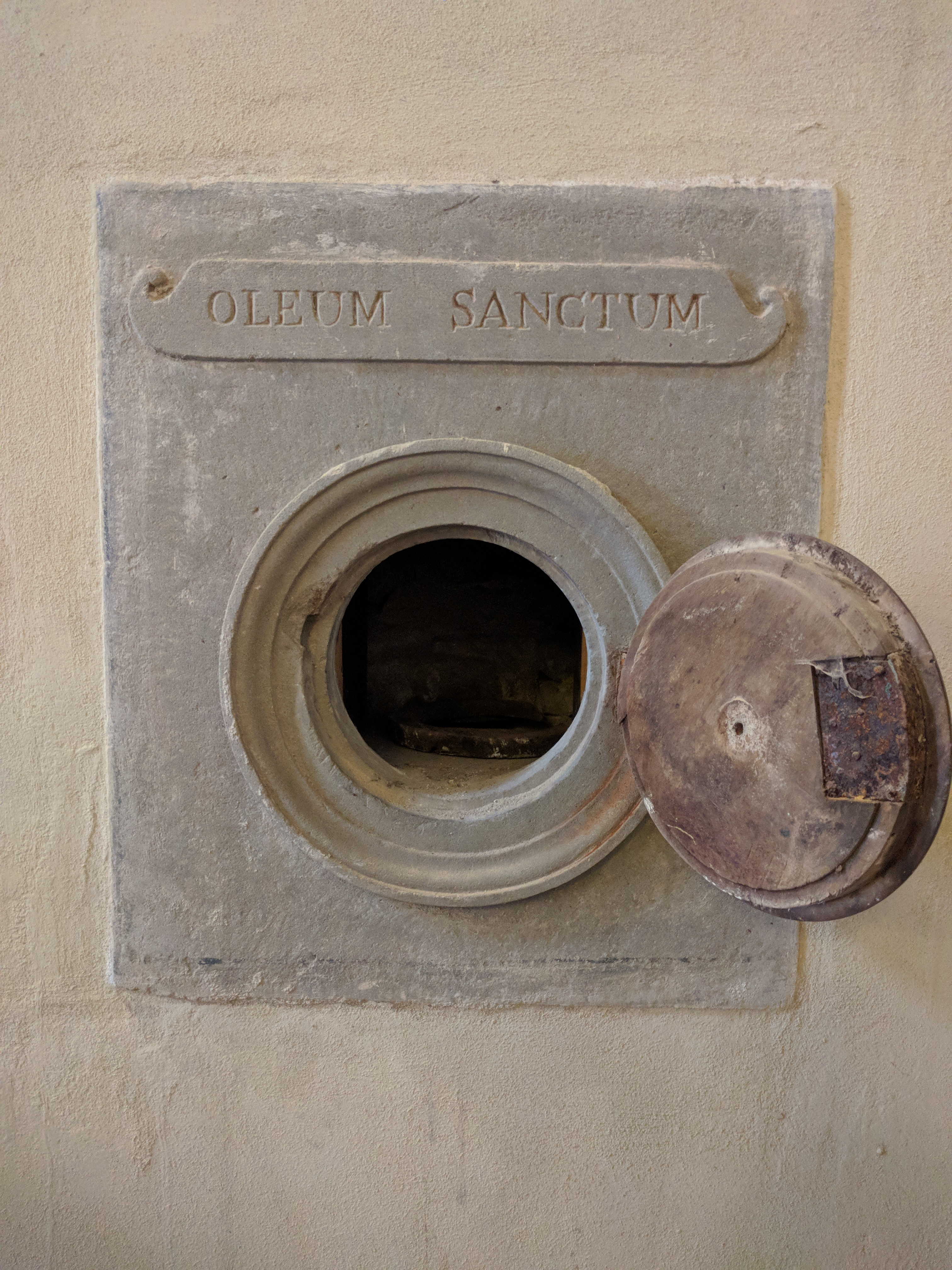
Contenitore di olio benedetto

Della struttura originaria sono osservabili la volta a botte del soffitto, dipinto a finti lacunari con rosoni, e l'arco, sorretto da due pilastri in pietra serena, sotto il quale è collocato l'altare. Subito a sinistra, appena entrati, si apre un piccolo vano che conduce sul retro dell'oratorio; sopra la porta che dà sull'esterno si trova un affresco di scuola botticelliana attribuibile a Biagio d'Antonio e raffigurante un Christus patiens, con i simboli del martirio, che risorge dal sarcofago. L'affresco, risalente al 1480-1485 e attualmente in avanzato stato di deterioramento, è l'ultima testimonianza dell'edificio preesistente la ricostruzione del 1586.
Nella parete di fondo si vede qualche frammento descialbato degli affreschi di Stefano Pieri eseguiti nel 1587.